# Кашина (Бугарска)
Кашина је насељено место у општини Сандански у области Благоевград, Бугарска. Према попису из 2021. године било је 7 становника.
Према бугарском географу и историчару, Василу Канчову, у Кашини је 1900. године живело 180 Словена хришћана.